# Sessions@AOL (Nelly Furtado)
Sessions@AOL è un EP live della cantante canadese Nelly Furtado, pubblicato come EP digitale il 30 marzo 2004.

## Tracce
1. Powerless (Say What You Want) (live) - 3:25
2. Try (live) - 4:12
3. Explode (live) - 3:38
4. I'm Like a Bird (live) - 4:45